# Uğurcan Yazğılı
Uğurcan Yazğılı (Hilvan, 9 aprile 1999) è un calciatore turco, difensore o centrocampista del Konyaspor.

## Carriera
Cresciuto nel settore giovanile del Bucaspor, dopo aver disputato una stagione in prima squadra, il 12 luglio 2018 viene tesserato dal Kasımpaşa, con cui si lega fino al 2021; quasi mai impiegato dal club di Istanbul, il 31 gennaio 2020 si trasferisce all'Adanaspor, con cui firma un contratto di due anni e mezzo. Dopo essersi imposto come titolare, il 28 gennaio 2022 viene ceduto al Konyaspor, con cui firma un triennale. Utilizzato con regolarità dai biancoverdi, il 6 luglio 2024 prolunga fino al 2026.

## Statistiche

### Presenze e reti nei club
Statistiche aggiornate al 20 agosto 2025.
| Stagione         | Squadra          | Campionato       | Campionato | Campionato | Coppe nazionali | Coppe nazionali | Coppe nazionali | Coppe continentali | Coppe continentali | Coppe continentali | Altre coppe | Altre coppe | Altre coppe | Totale | Totale |
| Stagione         | Squadra          | Comp             | Pres       | Reti       | Comp            | Pres            | Reti            | Comp               | Pres               | Reti               | Comp        | Pres        | Reti        | Pres   | Reti   |
| ---------------- | ---------------- | ---------------- | ---------- | ---------- | --------------- | --------------- | --------------- | ------------------ | ------------------ | ------------------ | ----------- | ----------- | ----------- | ------ | ------ |
| mar.-giu. 2017   | Bucaspor         | 2.Lig            | 5          | 0          | TK              | -               | -               | -                  | -                  | -                  | -           | -           | -           | 5      | 0      |
| 2017-2018        | Bucaspor         | 2.Lig            | 31         | 1          | TK              | 5               | 0               | -                  | -                  | -                  | -           | -           | -           | 36     | 1      |
| Totale Bucaspor  | Totale Bucaspor  | Totale Bucaspor  | 36         | 1          |                 | 5               | 0               |                    | -                  | -                  |             | -           | -           | 41     | 1      |
| 2018-2019        | Kasımpaşa        | SL               | 1          | 0          | TK              | 1               | 0               | -                  | -                  | -                  | -           | -           | -           | 2      | 0      |
| 2019-gen. 2020   | Kasımpaşa        | SL               | 1          | 0          | TK              | 4               | 0               | -                  | -                  | -                  | -           | -           | -           | 5      | 0      |
| Totale Kasımpaşa | Totale Kasımpaşa | Totale Kasımpaşa | 2          | 0          |                 | 5               | 0               |                    | -                  | -                  |             | -           | -           | 7      | 0      |
| gen.-giu. 2020   | Adanaspor        | 1.Lig            | 11         | 0          | TK              | -               | -               | -                  | -                  | -                  | -           | -           | -           | 11     | 0      |
| 2020-2021        | Adanaspor        | 1.Lig            | 29         | 1          | TK              | 0               | 0               | -                  | -                  | -                  | -           | -           | -           | 29     | 1      |
| 2021-gen. 2022   | Adanaspor        | 1.Lig            | 21         | 1          | TK              | 1               | 0               | -                  | -                  | -                  | -           | -           | -           | 11     | 0      |
| Totale Adanaspor | Totale Adanaspor | Totale Adanaspor | 61         | 1          |                 | 1               | 0               |                    | -                  | -                  |             | -           | -           | 62     | 1      |
| gen.-giu. 2022   | Konyaspor        | SL               | 3          | 0          | TK              | 1               | 0               | -                  | -                  | -                  | -           | -           | -           | 4      | 0      |
| 2022-2023        | Konyaspor        | SL               | 14         | 1          | TK              | 2               | 0               | UECL               | 2                  | 0                  | -           | -           | -           | 18     | 1      |
| 2023-2024        | Konyaspor        | SL               | 35         | 2          | TK              | 3               | 0               | -                  | -                  | -                  | -           | -           | -           | 38     | 2      |
| 2024-2025        | Konyaspor        | SL               | 28         | 1          | TK              | 4               | 0               | -                  | -                  | -                  | -           | -           | -           | 32     | 1      |
| 2025-2026        | Konyaspor        | SL               | 1          | 0          | TK              | 0               | 0               | -                  | -                  | -                  | -           | -           | -           | 1      | 0      |
| Totale Konyaspor | Totale Konyaspor | Totale Konyaspor | 81         | 4          |                 | 10              | 0               |                    | 2                  | 0                  |             | -           | -           | 93     | 4      |
| Totale carriera  | Totale carriera  | Totale carriera  | 180        | 8          |                 | 21              | 0               |                    | 2                  | 0                  |             | -           | -           | 203    | 8      |